# Высокое (городской округ Шаховская)
Высокое — деревня в городском округе Шаховская Московской области.

## Население
| 1859 | 1926 | 2002 | 2006 | 2010 |
| ---- | ---- | ---- | ---- | ---- |
| 394  | ↗471 | ↘71  | ↘47  | ↗87  |

## География
Деревня расположена в южной части округа, примерно в 20 км к югу от райцентра Шаховская, у истока безымянного ручья, левого притока реки Рузы, высота центра над уровнем моря 239 м. Ближайшие населённые пункты — Фомкино в 2 км на север и Максимково в 3 км на северо-запад.
К деревне относится садоводческое товарищество (СНТ) «Высокое».
От деревни можно добраться до райцентра автобусами №44 и 50.

## История
Впервые упоминается в духовной грамоте князя Фёдора Волоцкого в 1506 году.
В писцовых книгах 1626-1628 годов Фёдора Пушкина и дьяка Андрея Строева деревня Высокое в Шаховском стане Московского уезда принадлежало на правах вотчины новокрещённому служилому татарину Михаилу Янклычу Миляеву с женой Авдотьей Борисовной и детьми Гаврилой, Прокофием и Анной, данное им в 1613/14 годах по жалованной вотчинной грамоте. В 1635 году деревню приобрёл русский национальный герой князь Дмитрий Михайлович Пожарский, который по своей духовной грамоте завещал её своей второй жене княгине Федоре и которая вступила в свои наследственные права в 1643 году.
В 1769 году сельцо Высоцкое, Псково тож показано на карте Генерального межевания как центр владения Коллегии экономии (ранее — Новоиерусалимского монастыря), относившегося к Хованскому стану Рузского уезда Московской губернии.
На карте Московской губернии 1860 года Ф. Ф. Шуберта — деревня Псова.
В середине XIX века деревня Псова относилась ко 2-му стану Можайского уезда и принадлежала Департаменту государственных имуществ. В деревне было 55 дворов, 187 душ мужского пола и 180 душ женского.
В «Списке населённых мест» 1862 года Псово — казённая деревня 2-го стана Можайского уезда Московской губернии по правую сторону Волоколамского тракта из города Можайска, в 45 верстах от уездного города, при пруде и колодцах, с 52 дворами и 394 жителями (180 мужчин, 214 женщин).
По данным на 1890 год входила в состав Канаевской волости, число душ мужского пола составляло 175 человек.
В 1913 году — 74 двора и церковно-приходская школа.
В 1917 году Канаевская волость была присоединена к Волоколамскому уезду, а в 1924 году ликвидирована согласно постановлению президиума Моссовета, и деревня была включена в состав Серединской волости.
В материалах Всесоюзной переписи населения 1926 года указаны сёла Псово-Подгорье и Псова Гора. В первом проживало 235 человек (106 мужчин, 129 женщин), велось 52 крестьянских хозяйства, имелась школа, располагался сельсовет; во втором проживало 236 человек (105 мужчин, 131 женщина), велось 54 хозяйства (53 крестьянских). До 1939 года существовал Псовогорский сельсовет.
Через некоторое время населённые пункты слились, а в 1939 году Указом Президиума Верховного Совета РСФСР Псовой Горе было присвоено её исконное название — Высокое.
1994—2006 гг. — деревня Серединского сельского округа Шаховского района.
2006—2015 гг. — деревня сельского поселения Серединское Шаховского района.
2015 г. — н. в. — деревня городского округа Шаховская Московской области.